# 2ozs of Plastic (With a Hole in the Middle)
2ozs of Plastic (With a Hole in the Middle) è il secondo album dei Man, pubblicato dalla Dawn Records nel settembre del 1969.

## Tracce
Lato A
1. a) Prelude / b) The Storm – 12:24 (Deke Leonard, Micky Jones)
2. It Is as It Must Be – 8:31 (Clive John, Ray Williams)

Lato B
1. Spunk Box – 5:51 (Clive John, Micky Jones)
2. My Name Is Jesus Smith – 4:07 (Deke Leonard, Jeff Jones)
3. Parchment and Candles – 1:53 (Deke Leonard)
4. Brother Arnold's Red and White Striped Tent – 5:11 (Deke Leonard, Micky Jones)

Edizione CD del 2009, pubblicato dalla Esoteric Records
1. Prelude / The Storm – 12:24 (Deke Leonard, Micky Jones)
2. It Is as It Must Be – 8:31 (Clive John, Ray Williams)
3. Spunk Box – 5:51 (Clive John, Micky Jones)
4. My Name Is Jesus Smith – 4:07 (Deke Leonard, Jeff Jones)
5. Parchment and Candles – 1:53 (Deke Leonard)
6. Brother Arnold's Red and White Striped Tent – 5:11 (Deke Leonard, Micky Jones)
7. My Name Is Jesus Smith – 5:14 (Deke Leonard, Micky Jones) – Bonus Track - Alternative Version
8. A Sad Song (Grasshopper) – 5:16 (Man) – Bonus Track
9. Walkin' the Dogma – 6:07 (Clive John, Micky Jones) – Bonus Track (Spunk Box Demo)

## Musicisti
- Micky Jones - chitarra, voce
- Deke Leonard - chitarra, voce, armonica (harp), pianoforte, percussioni
- Clive John - organo, pianoforte, chitarra, voce
- Ray Williams - basso
- Jeff Jones - batteria, percussioni